# Ценгаузен-бай-Реннерод
Ценгаузен-бай-Реннерод (нім. Zehnhausen bei Rennerod) — громада в Німеччині, розташована в землі Рейнланд-Пфальц. Входить до складу району Вестервальд. Складова частина об'єднання громад Реннерод.
Площа — 2,96 км2. Населення становить 375 ос. (станом на 31 грудня 2020).